# 第九代阿蓋爾公爵約翰·坎貝爾
第九代阿盖尔公爵约翰·乔治·爱德华·亨利·道格拉斯·萨瑟兰·坎贝尔（John George Edward Henry Douglas Sutherland Campbell, 9th Duke of Argyll，1845年8月6日—1914年5月2日）是一位加拿大總督。
1871年3月21日未满26岁时以罗恩侯爵的身份娶英国维多利亚女王的四女儿路易丝公主为妻。
1878年仅33岁的侯爵出任加拿大總督，为当时最年轻的加拿大總督。 但是任期未满辞职。
1900年继位成为第九代阿盖尔公爵。
1914年2月5日逝世，享年69岁。
由于他和路易丝公主没有子女，爵位传给侄儿。

## 爵位
- 1845年-1847年：坎贝尔伯爵
- 1847年-1900年：罗恩侯爵
- 1900年-1914年：阿盖尔公爵

| 前任： 达费林伯爵           | 加拿大總督 1878~1883 | 繼任： 兰斯当侯爵           |
| 前任： 乔治·道格拉斯·坎贝尔 | 阿盖尔公爵 1900~1914 | 繼任： 尼欧·迪尔米德·坎贝尔 |